# Schradera blumii
Schradera blumii är en måreväxtart som beskrevs av John Duncan Dwyer och M.Victoria Hayden. Schradera blumii ingår i släktet Schradera och familjen måreväxter. Inga underarter finns listade i Catalogue of Life.